# 8055 Арнім
8055 А́рнім (5004 P-L, 1992 UD4, 1999 BF23, 8055 Arnim) — астероїд головного поясу.
Тіссеранів параметр щодо Юпітера — 3,176.